# Pavel Michna z Vacínova
Pavel Michna z Vacínova (zřejmě 1589 – 26. srpna 1632 u Norimberka) byl říšský hrabě a dvořan ve službách císařů Rudolfa II., Matyáše Habsburského a Ferdinanda II. Zbohatl konfiskacemi, svou kariéru budoval ve válečné a pobělohorské době. Zemřel na úplavici dne 26. srpna 1632, ve stanu vojenského tábora Albrechta z Valdštejna nedaleko Norimberka.

## Přehled

### Titul
Do českého šlechtického stavu byla rodina Michnů povýšena 14. 8. 1598, přídomek z Vacínova je odvozen od názvu lesa u Budyně. Získání přídomku nebylo pro Martina Michnu, otce Václava Michny, laciné. Martin Michna byl měšťan, notář, majitel domu č. 57 v Budyni, a dopracoval se na krajského hejtmana. Synové Martina Michny si titul poněmčili a používali „von Weizenhofen“.

### Vzdělání, zaměstnání
Pavel Michna získal vzdělání v jezuitských školách, zprvu na učilišti, poté na univerzitě v Ingolstadtu v Horním Bavorsku. V roce 1600 už pracoval v Čechách ve službách císaře Rudolfa II. jako dvorní sekretář. V roce 1614 byl pro svoje hrubé a bezohledné vystupování na Opavsku obžalován, ale u dvora si toho cenili a téhož roku je Michna odměněn tisícem zlatých. V roce 1622 se stal apelačním radou, v roce 1627 byl povýšen do stavu hrabat Svaté říše římské. Výnosná byla i jeho hodnost „proviantmajstra“ císařského vojska. Proti bezohledným a hanebným praktikám Michny se bouřili nejen sedláci na Konopišťsku (1627), ale i pražští měšťané (1630). 

### Doba předbělohorská
Pavel Michna měl mnoho nepřátel z řad českých stavů, proto v době českého stavovského povstání uprchl ze země a jeho majetek byl zkonfiskován: "...synu vlasti zpronevěřilému a z tohoto království zběhlému... na zemi připadlo... zahrada s domem a vinička při zahradě ležící". Tato malá nemovitost ležela poblíž Michnova paláce, který v té době vlastnil jeho nepřítel Jindřich Matyáš Thurn. Úředníci výše uvedeným zápisem prodali Michnovu nemovitost Danielovi Škrétovi Šotonovskému ze Závořic, sekretáři české komory a členu Direktoria, který později zemřel v emigraci. (Příbuzný Karel Škréta Šotovský ze Závořič později konvertoval.)

### Doba pobělohorská

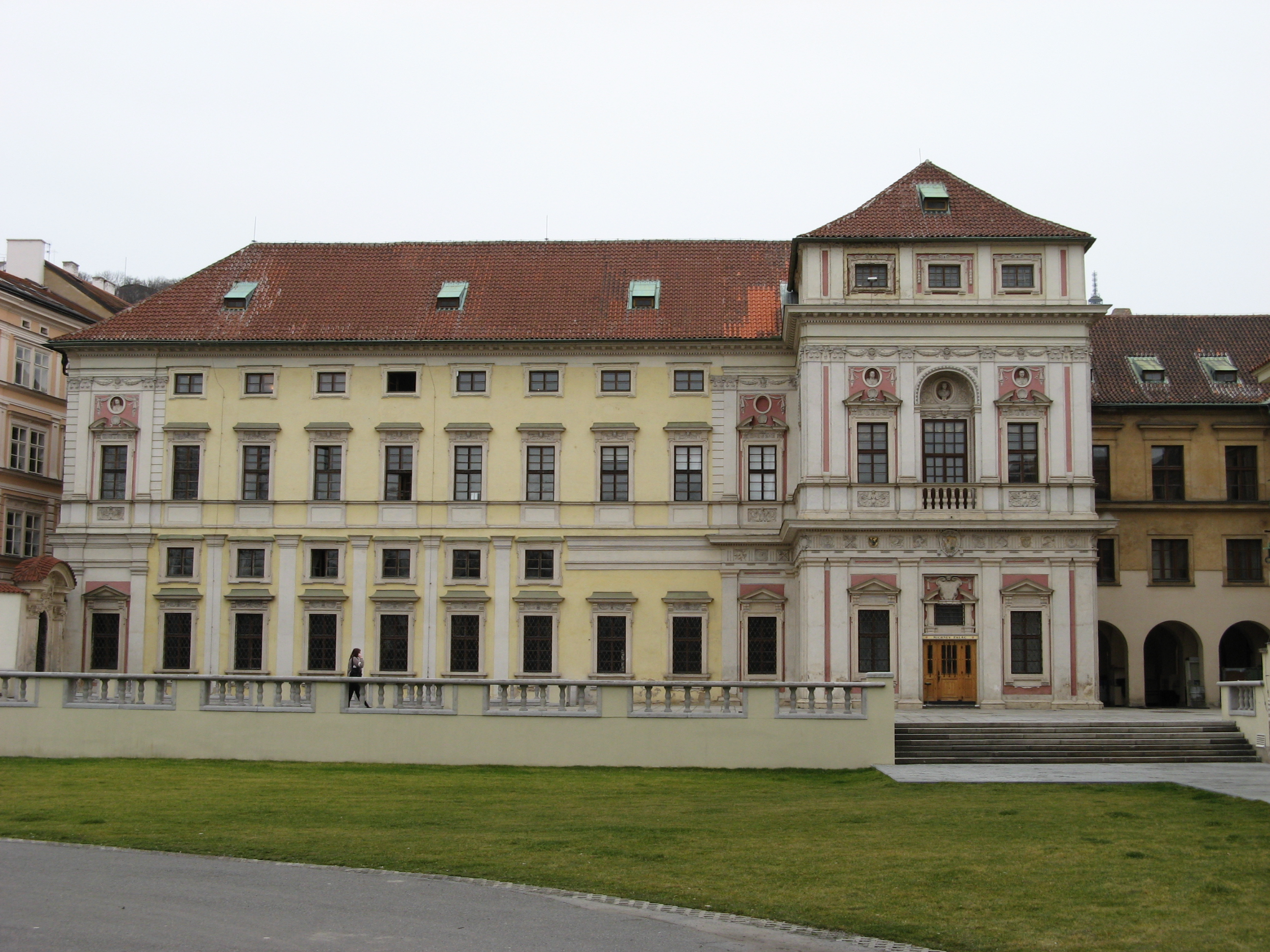
Michnovský palác na Malé Straně v Praze

Po bitvě na Bílé hoře začal Pavel Michna nakupovat (po vzoru Albrechta z Valdštejna) zkonfiskovaný majetek českých stavů. Nejdříve získal konopišťské panství, Košíře, Břežany, Lašany, v roce 1622 Tloskov a Třebešín, v roce 1623 koupil budoucí Michnův palác s okolím, Hlubočepy a Branišovice. V roce 1627 Nové Bubny, v roce 1628 Knovíz a Dloužín, r. 1629 Voděrady a Kamenici, r. 1630 Toužetín... Vlastnil Týnec nad Sázavou, Maršovice, Vlksice, Jinonice, Vlašim, Nehasice, Radíč... 
Byl i podílníkem v tzv. mincovním konsorciu, které razilo znehodnocené mince. Znehodnocení měny vedlo ke státnímu bankrotu. Dle Poselkyně starých příběhův českých Michna i Valdštejn při saském vpádu do Prahy (1630) tajně a zbaběle v noci utekli z města i s cennostmi.

### Děti
Pavel Michna měl dva syny – Václava Jana a Karla. Karel zemřel v r. 1641. Václav Jan žil v bezdětném manželství, v r. 1658 napsal testament, který uložil do zemských desek. Pro majetek zřídil fidei commis, který se už za pět let dostal do krídy se 139 dlužními položkami, a nedal se zachránit. Václav Jan Michna zemřel v roce 1669.